# タカンバロ
タカンバロ（Tacámbaro）
は、メキシコのミチョアカン州にある都市、基礎自治体。人口は8万1105人（2020年）。プエブロ・マヒコ選出。